# Steganomma porcatum
Steganomma porcatum is een keversoort uit de familie loopkevers (Carabidae). De wetenschappelijke naam van de soort is voor het eerst geldig gepubliceerd in 1887 door McLeay.